# Bill Maher
William "Bill" Maher, Jr. (Nova York, 20 de Janeiro de 1956) é um comediante de stand up, apresentador de televisão, comentador político e escritor americano. 
Antes da sua actual função de apresentador do programa Real Time With Bill Maher na HBO, este apresentou um programa similar, Politically Incorrect, originalmente na Comedy Central e, mais tarde, na ABC.
Maher é conhecido pela sua sátira política e comentários ácidos sobre a sociedade e a política. Os seus comentários têm como alvo uma grande variedade de tópicos, entre eles, a religião, a política, vários tipos de burocracia, correcção política, os meios de comunicação e pessoas em posições de grande poder político e social. Ele apoia a legalização da marijuana e do casamento homossexual e faz parte do grupo PETA – Pessoas pelo Tratamento Ético dos Animais. É um grande crítico da religião e faz parte dos quadros do The Reason Project. As suas visões críticas das religiões foram a base do documentário Religulous.
Em 2005, Maher foi ranqueado como o 38.º maior comediante de stand-up de todos os tempos pelo Comedy Central.

## Juventude e carreira
Maher nasceu em Nova York, filho de Julie, uma enfermeira, e William Maher, Sr., um editor de notícias e locutor. Maher foi criado sob a religião católica do pai, de origens irlandesas, e só descobriu que a sua mãe era judia durante a sua adolescência. A família de Maher deixou de frequentar a igreja quando este tinha 13 anos, porque o seu pai discordava da posição do Papa em relação aos métodos contraceptivos. Maher cresceu em River Vale, Nova Jérsia e formou-se no liceu Pascack Hills em Montvale. Ele recebeu o bacharelato de Artes em Inglês e História na Universidade de Cornell em 1978.
Maher iniciou a sua carreira como comediante de stand up e ator, e continua a representar e a fazer digressões ocasionalmente. Ele foi o anfitrião de Rising Star, no clube de comédia nova-iorquino Catch em 1979. Graças a Steve Allen, começou a aparecer nos programas de Johnny Carson e David Letterman em 1982. Ele fez aparições televisivas limitadas, incluindo duas aparições separadas no programa Murder She Wrote. Também apareceu em vários filmes, normalmente em papéis cómicos. Foi argumentista da sitcom dos finais dos anos 80, Roseanne. A sua estreia no grande ecrã, aconteceu no filme D.C. Cab de 1983. Também apareceu nos filmes Ratboy (1986), Cannibal Women in the Avocato Jungle of Death (1988) e Pizza Man (1991).

## Talk-shows
Maher ficou famoso como apresentador do programa Politically Incorrect, (1993-2002) que era transmitido na Comedy Central e, mais tarde, na ABC. O programa abria habitualmente com um monólogo de Maher precedendo a introdução de quatro convidados, geralmente um grupo diverso de indivíduos, como figuras do mundo do espectáculo, cultura popular, analistas políticos, consultores políticos, autores e jornalistas. O grupo discutia temas atuais selecionados por Maher, que também participava das discussões. Actualmente (Janeiro de 2019) apresenta o programa Real Time with Bill Maher na HBO.
A ABC decidiu não renovar o contrato de Maher em 2002, depois de este ter feito um comentário controverso a 17 de Setembro de 2001, quando concordou com o comentador político conservador Dinesh D'Souza em como os terroristas do 11 de Setembro não eram covardes. Continuou e disse, "Nós é que temos sido os covardes por lançar mísseis a milhares de quilómetros de distância. Isso é covardia. Permanecer no avião quando ele embate contra o edifício, digam o que disserem, não é covardia. Estúpido, talvez, mas não covarde". Mais tarde, Maher disse que os seus comentários não eram antimilitares de forma alguma, mencionando o seu apoio de longa data às tropas americanas.
No contexto da sensibilidade que se seguiu aos ataques, um comentário desse tipo foi considerado demasiado controverso para alguns patrocinadores do programa. Apesar de alguns, incluindo o locutor conservador Rush Limbaugh, apoiarem Maher por ter apontado a diferença entre a covardia moral e a física, empresas como FedEx e Sears Roebuck, retiraram os seus anúncios do programa, o que aumentou o seu custo quando regressou. Ari Fleisher, o Secretário de Imprensa da Casa Branca na altura, respondeu a uma pergunta colocada sobre Maher da seguinte forma: "…isso são lembranças para todos os americanos de que têm de ter cuidado com o que dizem e com o que fazem. Esta não é a altura para fazer comentários desses…"
O programa foi cancelado a 16 de Junho de 2002, apesar de o grupo Sinclar Broadcast Group (SBG) o ter retirado do ar em estações afiladas à ABC, muito antes. A 22 de Junho de 2002, 6 dias após o cancelamento, Maher recebeu um President's Award (para os "campeões da liberdade de expressão") do Los Angeles Press Club.
Os comentários de Maher sobre a covardia dos terroristas seguiram-se a outro comentário polémico que ele tinha feito no início desse ano, quando comparou cães a crianças deficientes: "…Mas eu digo sempre que se tivesse — eu tenho dois cães — se tivesse dois filhos deficientes, seria um herói. E no entanto os cães, que são quase a mesma coisa… São queridos, são amáveis, são simpáticos, mas não evoluem mentalmente de todo… ". Quando outra convidada lhe disse que a sua sobrinha era deficiente e que não a via como um cachorrinho, ele respondeu com, "Talvez devesse". Mais tarde, pediu desculpa, dizendoː  "Eu não vou inventar desculpas. Eu estava errado e o que disse foi ofensivo para as pessoas e sinto-me terrível em relação a isso".
Em 2003, Maher tornou-se apresentador do Real Time With Bill Maher na HBO, um programa de debate, em parte parecido com o Polticially Incorrect, mas com uma escolha mais restrita de convidados. Maher disse a Terry Gross em 2004 que prefere ter convidados mais sérios e informados no seu programa, em vez de celebridades escolhidas ao acaso que estragavam as suas discussões em Politically Incorrect. 
Real Time With Bill Maher começa  com um monólogo de abertura cómico baseado em eventos e questões atuais. Daí prossegue para uma entrevista individual com um convidado, seja em estúdio ou via satélite. Após a entrevista, Maher participa com dois ou três painelistas, geralmente especialistas, autores, ativistas, atores, políticos e jornalistas, para uma discussão dos eventos da semana.
Desde Maio de 2005, ele é um dos contribuidores do The Huffington Post.[carece de fontes?]
A 13 de Janeiro de 2006, Maher apresentou o Larry King Live, onde é um convidado frequente. Os primeiros convidados do programa foram Dean Koontz e as Dixie Chicks. Antes deste, foi exibida uma ante-estreia a partir do Festival de Cinema de Sundance que teve como convidados Stephen King e Rob Thomas. Maher também produziu e escreveu o programa que foi exibido a 17 de Agosto, oito dias antes da estreia de Real Time.
No início de 2006, Real Time foi lançado em formato de CD de áudio, em conjunto com um outro CD intitulado Bill Maher's New Rules, e que contém clips, segmentos e anúncios do Real Time. A partir do 67.º episódio, o programa passou a ser disponibilizado no iTunes de forma gratuita e no formato de podcast semanal.

## Opiniões

### Visão política

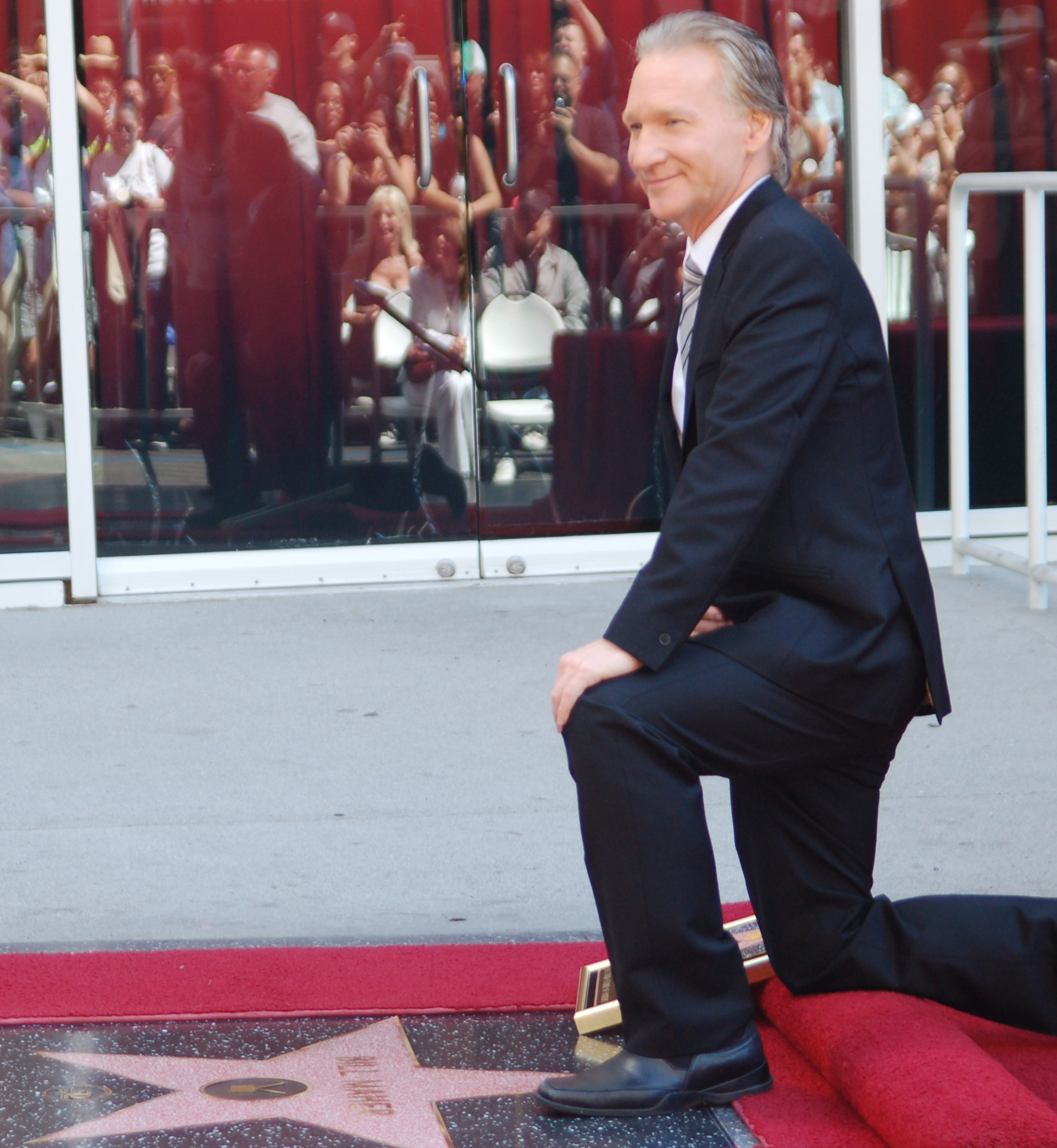
Bill recebendo uma estrela na Calçada da Fama de Hollywood em 14 de setembro de 2010.

Maher evita rótulos políticos, se referindo como uma pessoa "prática". No passado, costumava se descrever como um libertário e afirmava ser um "progressista, uma pessoa sã". Desde os anos 2000, ele se classifica como um "liberal do 11 de Setembro" observando que a sua visão liberal anterior do Islão mudou como resultado dos ataques de 11 de Setembro de 2001, e ele  diferencia-se dos liberais que opinam que todas as religiões são iguais.
Maher é a favor do fim do bem-estar corporativo e financiamento federal de organizações sem fins lucrativos, e a favor da legalização do jogo, da prostituição e da maconha (cannabis). Maher é membro da NORML, uma organização que apoia a descriminalização da marijuana, e é um consumidor de marijuana assumido. Para além disto, descreve-se como um defensor do meio-ambiente e refere-se bastantes vezes à questão do aquecimento global no seu programa. É também um grande crítico das corporações, criticando regularmente pessoas com relações próximas à indústria.
Ele apoiou Bob Dole nas eleições americanas de 1996, devido ao facto de este ser um herói da guerra e o tipo de republicano à moda antiga que ele admirava. Em 2000, apesar de ter dito a Harry Browne, no final de uma entrevista no seu programa, que votaria nele, acabou por votar em Ralph Nader.[carece de fontes?]
Maher é membro da People for Ethical Treatment of Animals e já expressou o seu ódio em relação à indústria farmacêutica e ao sistema de saúde americanos, por estes estarem a lucrar com a cura de pessoas que ficam doentes por consumirem comida pouco saudável que a sociedade impõe ao público. Também é da opinião de que o consumo massivo de xarope de milho com alto teor de fructose é uma contribuição para a epidemia da obesidade americana. A 11 de Agosto de 2005, numa transmissão de Larry King Live, disse que não é vegetariano, acrescentando "…mas não como muita carne." Maher já afirmou ter "uma dieta muito excêntrica".[carece de fontes?]
Antes das eleições presidenciais de 2004, tornou-se bastante franco na sua oposição à reeleição de George W. Bush, e no seu apoio a John Kerry como o melhor candidato para derrotar Bush, chegando ao ponto de se ajoelhar no seu programa, em conjunto com o realizador Michael Moore, e rogar a Ralph Nader para desistir da campanha. Maher diz frequentemente que a palavra "liberal" tem sido "demonizada" injustamente, e durante as eleições criticou Kerry por ter vergonha da palavra. Como é a favor da pena de morte e da legalização do aborto e da eutanásia, diz frequentemente, em jeito de brincadeira que é pró-morte. Desde o 11 de Setembro, apoia também a selecção de raças nos aeroportos.
Enquanto discutia o falhanço da FEMA em relação ao Furacão Katrina, Maher sugeriu que foi um falhanço da "responsabilidade federal" e culpou o presidente Bush de negligência, apesar de a FEMA ter admitido a responsabilidade.[carece de fontes?]
Originalmente era contra a Guerra do Iraque, mas mostrou-se brevemente menos céptico depois das eleições no país em 2005. Actualmente Maher considera que a guerra foi um falhanço e deu a entender durante um dos seus programas que pensa que o Iraque estava melhor sob o regime de Saddam Hussein e que os Estados Unidos não conseguem controlar a violência da mesma forma que Saddam conseguia, apesar de ele o fazer através dos seus próprios meios violentos. Ele também afirmou que a invasão do Iraque aumentou a ameaça do terrorismo e que receia que o Iraque entre numa guerra civil.[carece de fontes?]
Sobre o conflito israelita-palestiniano, Maher diz que está mais do lado dos israelitas e não considera os dois lados igualmente culpados. Ele reconhece que "os palestinianos têm queixas", e ele tem sido crítico da ajuda financeira dos EUA a Israel, dizendo que "eles não precisam do nosso dinheiro, eles podem lidar com isso sozinhos". Maher também observa que a maioria dos israelitas prefere uma solução de dois estados e opõe-se à posição de linha-dura de seu governo, que ele descreve como tendo sido tomado por sua própria versão do Tea Party. No entanto, Maher defendeu as ações militares de Israel contra os militantes palestinianos em meio a críticas sobre as mortes de civis e a contagem desproporcional de baixas entre israelitas  e palestinianos durante a guerra de 2014 em Gaza. Ele argumenta que Israel ainda está mostrando moderação, e acha irônico que as mesmas pessoas que estavam incrédulas sobre como os judeus na Segunda Guerra Mundial foram conduzidos para o seu massacre, não podem entender agora por que eles estão a defender-se.
Nas eleições presidenciais de 2008, Maher anunciou o seu apoio a Barack Obama. Todavia, mais tarde não o poupou a críticas, por não agir de forma mais ousada na reforma dos cuidados de saúde e outras questões progressistas. Foi um grande crítico de John McCain e Sarah Palin. Chamou extremista a Sarah Palin e acusou-a de não estar à altura de um cargo tão importante. Também foi bastante crítico da gravidez da filha de 17 anos de Palin, que Maher acredita estar a ser forçada a casar-se sem amor. Maher já questionou se o filho de Palin com síndrome de Down não será o primeiro filho de Bristol.[carece de fontes?]
A 12 de Setembro de 2008, continuou as suas críticas em relação aos Palin ao lançar um site chamado freelevi.com.[ligação inativa] No site, Maher declarou que Levi Johnson, o namorado de Bristol Palin, é o principal prisioneiro político americano e ofereceu o controle do site a Levi, caso ele o quisesse usar para angariar dinheiro para a sua libertação. O site foi criticado, mais notavelmente por membros da comunidade da stand up comedy, pela sua parecença, na imagem e no conteúdo, SavingBristol.com [ligação inativa], um site criado por Doug Stanhope, um dia antes de Maher, onde Stanhope ofereceu 50 000 dólares para ajudar Bristol Palin a pagar um aborto e começar uma vida nova que seria livre da "tirania" da sua família. O site também encoraja os seus visitantes a doar para o LilithFund.org, uma organização do Texas dedicada a ajudar mulheres a realizar abortos, quando estas não os podem pagar.[carece de fontes?]
Em 2013, Maher apareceu no programa The Tonight Show, de Jay Leno e ofereceu-se para pagar 5 milhões de dólares para uma instituição de caridade se Donald Trump apresentasse a sua certidão de nascimento para provar que a sua mãe não havia se casado com um orangotango. Maher disse que isso ocorreu em resposta a Trump ter desafiado anteriormente o presidente Barack Obama a apresentar sua certidão de nascimento e ter oferecido também 5 milhões a uma instituição de caridade escolhida por Obama. Em resposta à oferta de Maher, Trump apresentou a sua certidão de nascimento e, em seguida, processou-o em tribunal por Maher não cumprir o prometido, alegando que a oferta de 5 milhões era legalmente vinculativa. "Eu não acho que ele estivesse a brincar", disse Trump. "Ele disse isso com veneno."  Trump retirou a sua ação contra o comediante após oito semanas.

### Críticas às teorias de conspiração dos Ataques de 11 de Setembro
Maher tem sido um grande crítico das teorias da conspiração do 11 de Setembro de 2001, afirmando, por exemplo, no edição de 14 de Setembro de 2007 do seu programa, "As pessoas malucas que ainda pensam que o governo derrubou as Torres Gémeas numa explosão controlada, têm de parar de fingir que eu é que sou o ingénuo. É preciso ser muito lunático para ver dois aviões gigantes, cheios de combustível, a embater contra dois edifícios, em directo na televisão, a provocar um incêndio que esteve activo durante duas horas, e depois pensar, 'bem, se tu acreditas que foi isso…'"
A 19 de Outubro de 2007, Maher expulsou vários crentes nas teorias da conspiração da sua audiência, (eles foram expulsos pelo próprio Maher, que saiu do palco e confrontou as pessoas em questão), quando estes interromperam o programa várias vezes ao gritar. Esta acção atraiu bastante a atenção da comunicação social e até elogios do apresentador da Fox News e crítico frequente, John Gibson, que disse, "Aposto que na próxima semana vou estar zangado ou chateado com alguma coisa que o Maher diga. Mas esta semana, tiro o chapéu ao Bill por um trabalho benfeito."

## Religião
Maher é altamente crítico de todas as religiões, que considera altamente destrutivas. Ele tem sido descrito, ou auto-identificado, como agnóstico, ateísta e apateista , mas opõe-se a ter suas opiniões definidas por um único rótulo. No seu filme de 2008, Religulous, refere-se a si mesmo como agnóstico.
Ele rejeitou ser agrupado com ateus explícitos, dizendo em 2002: "Eu não sou um ateu. Há uma diferença muito grande entre um ateu e alguém que simplesmente não acredita em religião. Religião para mim é uma burocracia entre o homem e Deus que eu não preciso, mas eu não sou ateu, não."
Maher também ocasionalmente se referiu a si mesmo como um apateísta, dizendo em 2011ː "Eu não sei o que acontece quando se morre, e eu não me importo." Ao discutir seu apateísmo e suas opiniões sobre a existência de Deus, ele disse que numa escala de 1 a 7 (7 sendo "absolutamente certo que não há deus"), ele estava apenas a 6,9, como Richard Dawkins, "porque nós apenas  não sabemos … mas simplesmente não pensamos nisso." [carece de fontes?]
Vários meses depois, em um episódio de 2012 do seu programa da HBO, Maher declarou que "os idiotas devem parar de afirmar que o ateísmo é uma religião. Acredite ou não, eu realmente não gosto de falar sobre religião o tempo todo. De fato, não só o ateísmo não é uma religião, não é nem mesmo meu hobby, e essa é a melhor coisa de ser ateu. Requer tão pouco do seu tempo."[carece de fontes?]
Ele reiterou sua postura durante outras entrevistas, rejeitando a certeza da existência, bem como a certeza da inexistência de divindades, concluindo: "Estou dizendo que a dúvida é a única resposta apropriada para os seres humanos". [carece de fontes?]
Embora crítico de todas as religiões organizadas, dizendo que "são todas estúpidas e perigosas", Maher diz que as religiões não são todas semelhantes, e fez comparações entre elas. Ele disse: “Por qualquer padrão, o mormonismo é mais ridículo do que qualquer outra religião.” Referiu-se aos dogmas do judaísmo como “insanos” e “engraçados” (falou no exemplo do elevador de Shabbat), e afirmou que o budismo inclui loucuras que não existem, que alguém inventou, como a reencarnação. Ele descreveu o cristianismo e o islamismo como mais "guerreiros" e afirmou que, como o cristianismo histórico, o islamismo atual precisa passar por sua própria reforma e iluminação.
Em defesa de suas críticas ao Islã, à Xaria e à cultura muçulmana, Maher diz que ele é "… alguém que acredita nos valores em que os ocidentais acreditam, e que grande parte do mundo muçulmano não acredita. Como a separação entre igreja e estado. Como a igualdade dos sexos, como o respeito pelas minorias, eleições livres, liberdade de expressão, liberdade de reunião, estas coisas não são apenas diferentes das culturas que não as têm … São melhores … eu gostaria de conservar esses valores aqui". Citando estudos e resultados de pesquisas do Pew Research Center, do Fórum Econômico Mundial e outros, Maher afirma que as violações dos direitos humanos e idéias iliberais encontradas no Islã não são pontos de vista extremistas mantidos por uma pequena minoria, mas são apoiados por uma maioria de cidadãos em países muçulmanos. Maher criticou os liberais como hipócritas por defenderem esses valores e ideais liberais apenas em casa, ao mesmo tempo em que não condenam a opressão desses valores e grupos na cultura muçulmana. Em relação à publicidade mais recente gerada por sua postura no debate em curso, Maher diz que acha que as pessoas estão finalmente prestando mais atenção a uma discussão que precisam ter. "Estou apenas esclarecendo a realidade da situação. Nem sequer entendo por que isso é tão controverso".
Maher já chegou a descrever a religião como uma doença neurológica que justifica as loucuras e impede as pessoas de pensar. Em duas aparições distintas do comediante George Carlin no programa de Maher, ambos defenderam que a religião é a causa de muitos dos problemas da sociedade e que as práticas religiosas são baseadas na hipocrisia. Maher revelou que as opiniões de Carlin sobre a religião foram a sua inspiração para falar em público contra o assunto. Disse várias vezes que a religião funciona sobre o disfarce da moralidade, mas que as suas doutrinas não têm, geralmente, nenhuma moral; que as proibições religiosas são confundidas com a lei moral. Segundo Maher, só porque uma religião proíbe o aborto ou rejeita a homossexualidade, não significa que esses sejam actos imorais. Maher defende que uma pessoa imoral é aquela que comete crimes sérios como o assassínio ou a violação.[carece de fontes?]
Maher opõe-se à inclusão de monumentos religiosos dentro ou perto de tribunais, alertando que isto é uma violação da separação da Igreja e do Estado. Ele contrariou a afirmação de alguns cristãos conservadores que afirmavam que a lei americana se baseava nos 10 Mandamentos, ao dizer que, dos 10 Mandamentos, apenas 2 (as proibições do assassínio e do roubo) se aplicavam na lei americana. Os restantes não constituem leis americanas de todo. Até se referiu ao caso do Presidente Bill Clinton e Monica Lewinsky, de forma humorística dizendo que, apesar de o adultério não ser proibido, podia-se ser implicado por isso. Em resposta à sugestão de que uma autoridade moral divina é necessária, sugeriu, "Será que não nos podemos reunir e chegar a um acordo em relação aos poucos mandamentos básicos que são leis?, como 'eu não te vou chacinar e tu não podes tirar-me as minhas merdas'". Maher já demonstrou, em vários programas, pontos de vista que referem uma espécie de deísmo, apesar de este nunca se ter considerado como tal. Ele já afirmou que, de facto, acredita em Deus, mas que a religião não é mais do que tradição e superstição. Em 2002, ele disse ao Onion AV Club, "Não sou ateísta. Há uma grande diferença entre um ateísta e alguém que simplesmente não acredita na religião. Para mim, a religião é uma burocracia entre o Homem e Deus, que não me faz falta. Mas não sou ateísta. Acredito que exista uma força. Se lhe quiserem chamar Deus… Não acredito que Deus seja um pai solteiro que escreve livros." Ele defende que a religião oferece respostas a perguntas que "não podem ser respondidas de forma alguma". Perguntas como "Para onde vou quando morrer?", ou "Existe o Paraíso?", segundo Maher, são impossíveis de responder. Maher ainda diz que, ao reclamar que tem as respostas, a religião é desonesta e "impede as pessoas de pensar".[carece de fontes?]
Durante uma participação no programa Larry King Live, a 11 de Agosto de 2005, Maher revelou que é agnóstico, mas que está aberto à ideia da existência de Deus. No mesmo programa também ocorreu a seguinte troca de palavras:
Telespectador: "Olá. A minha pergunta é a seguinte: Nosso Senhor falou comigo há cerca de três anos. Se Ele falasse consigo, tornaria-se crente?"
Maher: "Não, internava-me num manicómio, e o senhor devia fazer o mesmo…"
Em setembro de 2008, Maher fez um comentário semelhante enquanto era entrevistado no programa The View. Uma das apresentadoras, Sherri Shephard, perguntou-lhe se alguma vez tinha falado com Deus. Quando Shephard lhe disse que já tinha falado com Deus, Maher disse que "é preciso ligar para o manicómio". Esta não foi a primeira vez que se viu envolvido numa pequena controvérsia com Shepherd. Durante uma entrevista com a TV Guide, perguntaram-lhe qual era a sua opinião sobre Shephard, ao que ele respondeu, "aquela que disse que a Terra não era redonda? Primeiro, nós sabemos que a Terra é redonda porque, tal como a Sherri Shepherd, a conseguimos ver do Espaço. E segundo, para mim isto é um abuso para as crianças. Se não se consegue explicar às crianças se a Terra é plana ou não… é por isso que este país está tão mal. Estamos a criar crianças ignorantes porque elas têm pais ignorantes". Estas declarações foram comentadas num segmento do The View, no qual Whoopi Goldberg perguntou a Shepherd se ela acreditava que a Terra era plana, ao que Shepherd respondeu, "Não sei".
Maher explicou, mais tarde, que a certeza numa crença religiosa é absurda, usando o exemplo da Cientologia: "Você (um cientologista), como todas as pessoas religiosas, tem uma doença neurológica. E a única razão pela qual as pessoas dizem que é louco, é porque muita gente acredita na mesma coisa. É a loucura consensual.
A 15 de Agosto de 2007, no programa Larry King Live, ele afirmou que é impossível saber o que acontece após a morte. Comparou as promessas cristãs de uma vida após a morte às promessas dos políticos que estão a tentar ser eleitos.
Bill Maher e o realizador Larry Charles juntaram-se para realizar o filme Religulous, descrito pela Variety como um documentário que "goza com o extremismo religioso de todo o mundo". Religulous foi lançado a 3 de Outubro de 2008.

## Acusações de anti-catolicismo
Apesar de Bill Maher admitir a sua adversão a todas as formas de religião, ele tem sido particularmente criticado pelos seus comentários polémicos sobre a Igreja Católica. No início da sua carreira, uma das suas piadas era a de, devido ao facto de ser metade judeu, levar um advogado quando se ia confessar. Os seus comentários foram ficando mais sérios com o tempo. 
O relatório da The Catholic League de 2003, sobre o anticatolicismo, afirmava que, após o escândalo do abuso sexual de menores por padres católicos, "ninguém insultou mais os católicos do que Bill Maher". Em Maio de 2002, no seu programa Politicaly Incorrect, Maher disse: "Eu já odiava a Igreja muito antes de toda a gente". A 11 de Abril de 2008, num dos segmentos do seu programa, fez uma série de referências que foram levadas a mal por alguns católicos em particular, uma vez que fez comparações entre cultos e religiões ("Se tem 100 seguidores e deixa alguns deles molestar crianças, chamam-lhe líder de um culto. Se tiver 1 bilião, chamam-lhe Papa".), chamando a Igreja Católica o "Ber Stearn da pedofilia organizada", e chamando o Papa Benedito XVI um nazi ("ele era um nazi e ele usa chapéus engraçados!") referindo-se ao envolvimento do Papa com a Juventude Hitleriana durante a sua adolescência. Os comentários de Maher geraram numerosas criticas e protestos de vários grupos e indivíduos relacionados com o catolicismo. Muitos exigiram a demissão de Maher e um boicote ao programa Real Time With Bill Maher e à Time-Warner-HBO pela organização conservadora American Life League. O presidente da Catholic League, William A. Donohue, rejeitou a natureza cómica do editorial de Maher, dizendo que este "inventa coisas". No programa seguinte, Maher realçou o facto de os comentários terem sido feitos num contexto de comédia e, embora não tivesse pedido desculpa directamente, prometeu nunca mais chamar nazi ao Papa Bento XVI novamente. Ele também expressou o seu arrependimento pelo facto de a polémica estar a distrair as pessoas do seu objectivo principal, o papel do Papa no escândalo dos abusos sexuais, e afirmou que a Catholic League não tinha nada a refutar nos seus comentários sobre esse assunto em particular.

## Opinião sobre o sistema de saúde americano
Bill Maher já expressou várias vezes a sua opinião em relação às doenças derivadas da dieta pobre e que a medicina não é melhor solução para o problema. Num episódio do seu programa sobre os planos para o sistema de saúde dos candidatos presidenciais de 2008, Maher afirmou que a pobre nutrição é a causa principal da doença, e continua ao dizer que "a solução não é outro comprimido".
Numa entrevista a Michael Moore sobre o filme deste, Sicko, Maher disse, "Basicamente as pessoas estão doentes neste país porque são envenenadas, o meio-ambiente é um veneno, mas também temos de dizer que as pessoas se envenenam a si próprias — elas comem merda, as pessoas comem merda".[carece de fontes?]

## Vida pessoal
Maher nunca foi casado. As suas relações conhecidas incluem a estrela porno Heather Hunter. Em 2003, ele iniciou uma relação com uma das "Cyber Girl of the Week" da Playboy, Coco Johnsen. Em Novembro de 2004, quando a sua relação de 17 meses terminou, ela processou-o. Coco queria 9 milhões de dólares por "dor e sofrimento" e por alegados "insultos raciais humilhantes e degradantes". No processo submetido, ela alega que Maher lhe prometeu que se casaria com ela, que lhe daria filhos, que a apoiaria financeiramente e lhe compraria uma casa em Beverly Hills. O mesmo processo diz ainda que Coco se despediu dos seus empregos como hospedeira e modelo para ficar com ele. Na sua resposta, submetida a 23 de Novembro de 2004 em Los Angeles, os advogados de Maher disseram que ele é um "solteirão confirmado e bastante aberto publicamente sobre isso" e que "nunca prometeu casar-se ou ter filhos com ela". O texto também dizia que "Quando a relação terminou, [Johnsen] lançou uma campanha para envergonhar, humilhar e extorquir quantias de dinheiro ridículas de Bill Maher". Johnsen já tinha acusado um ex-namorado de violação e rapto em 1997 e, mais tarde, as acusações foram rejeitadas por falta de provas. O seu processo contra Bill Maher foi arquivado a 2 de Maio de 2005.
Maher gosta do seu estatuto de solteiro e não se quer casar. No seu site, há uma citação sua que diz, "Eu sou o único entre os meus amigos que ainda não se casou. E as mulheres deles não querem que eles brinquem comigo. Eu sou uma espécie de escravo que escapou. Eu levo as notícias da liberdade".
Em 2006, ele iniciou uma relação com a escritora de 26 anos Karrine Steffans. Ela é uma antiga estrela porno, stripper, dançarina de vídeos musicais, modelo hip-hop e actriz. O seu best-seller, "Confessions of a Video Vixen", descreve detalhadamente a sua vida como adolescente foragida e os seus encontros sexuais com rappers, actores e atletas famosos.
Quando foi sugerido um padrão devido às suas namoradas mais recentes serem de raça negra, Maher respondeu, "As pessoas dizem que eu gosto de mulheres negras. O Robert De Niro gosta de mulheres negras. Eu simplesmente gosto de mulheres que são verdadeiras, e por acaso são negras".
Maher já foi associado à mansão da Playboy e, quando lhe perguntaram do que é que ele gostava nela, ele respondeu, "A comida não é deste mundo!". "Eu compreendo bem a coisa da Playboy. As pessoas assumem que eu saio com bimbas. Eu não conseguia sair com bimbas, por muito que tentasse! Eu assusto-as! As mulheres que gostam de mim são inteligentes. Por isso vou à mansão da Playboy quatro ou cinco vezes por ano, mas as pessoas pensam que eu estou sempre lá metido".

## Créditos

### Filmografia
- Religulous (2008)
- Swing Vote (2008)
- The Aristocrats (2005)
- Tomcats (2001)
- EDtv (1998)
- Bimbo Movie Bash (1997)
- Don't Quit Your Day Job (1996)
- Say What? (1992)
- Pizza Man (1991)
- Cannibal Women in the Avocado Jungle of Death (1989)
- Out of Time (1988)
- House 2: The Second Story (1987)
- Club Med (1986)
- Rags to Riches (1986)
- D.C. Cab (1983)

### Televisão
- True Blood (2008) - "Strange Love" (HBO)
- Real Time with Bill Maher (HBO) (2003–Presente)
- Just For Laughs (CBC, The Comedy Network) (2002)
- Politically Incorrect (Comedy Central e ABC) (1994–2002)
- Married… with Children (Fox) (1992-1993) …. 7.ª temporada episódio "You can't miss" "Adam Gold"
- Charlie Hoover (1991)
- The Midnight Hour (1990)
- Murder She Wrote
- Max Headroom (1987)
- Hard Knocks (1987)
- Club Med (1986)
- Roseanne Dirty Picture Photographer
- Sara (1985)
- Family Guy (1999)